# حارة الجيش
حارة حارة الجيش هي إحدى حارات حي بمديرية مدينة ذمار إحد مديريات مدينة ذمار، بلغ تعداد سكانها 1,388 نسمة حسب تعداد اليمن لعام 2004.